# Vincent Moulac
Pour les articles homonymes, voir Moulac.
Vincent Marie Moulac (Lorient, 22 mars 1778-en rade de Callao, 5 avril 1836) est un officier de marine français.

## Biographie
Il entre dans la marine comme volontaire en juillet 1790 et effectue deux voyages à l'Île de France. Pilotin sur le Thémistocle (en) (août 1792) en escadre de Méditerranée, il participe au siège d'Oneglia et à l'attaque de Cagliari. Timonier sur l'Orion (en) (juin 1793), il devient aspirant de 2e classe en mars 1794 sur la Bellone et est fait prisonnier lors de la capture de la frégate le 4 juin.
En mai 1796, il embarque sur le corsaire Morgant et est de nouveau capturé le 6 juin 1796. Il n'est libéré qu'en avril 1799. Il prend alors part à des escortes de convois sur des petits bâtiments et est mis en disponibilité à la paix d'Amiens. Il navigue alors au commerce dans l'océan Indien. Premier lieutenant sur le corsaire Frères-unis, il est fait prisonnier le 27 avril 1804 puis, libéré, devient un des principaux lieutenant de Surcouf avec qui il embarque sur la Caroline et sur le Revenant (en) (1805).
Enseigne de vaisseau provisoire (juillet 1808), il continue à servir sur le Revenant, alors réquisitionné et renommé Iéna, et est encore capturé après un vif combat 11 octobre. Il revient à l'Île de France où il embarque sur la Minerve (en) de Bouvet et se fait remarquer lors de la prise du navire anglais Ceylon dans le canal de Mozambique puis aux combats du Grand-Port (18-24 août 1810) dans lesquels il est blessé. Enseigne de vaisseau (décembre 1810), le 4 décembre, la Minerve est capturée. Moulac ne rentre en France qu'en novembre 1811.
Lieutenant de vaisseau (mai 1812) sur la Clorinde de Denis-Lagarde, il participe au combat du 27 février 1814 au cours duquel la frégate est capturée. Prisonnier pour la sixième fois, il est libéré à la paix et sert à terre à Brest. En janvier 1817, il embarque sur la Bayadère pour une mission d'hydrographie sur les côtes occidentales d'Afrique puis commande en 1818 l' Écureuil au Sénégal et y chasse les négriers clandestins.
Promu capitaine de frégate (août 1822), second de la Flore aux Antilles (1823), aide-major à Brest (1824), commandant de la Durance et de la station de Terre-Neuve (1825), il reçoit en janvier 1828 le commandement de la Diligente (en) en Méditerranée et au Levant.
Capitaine de vaisseau (décembre 1828), il commande en Méditerranée l'Armide puis l'Algésiras (en) et participe avec ce bâtiment à l'expédition de Lisbonne et au forcement des passes du Tage (juillet 1831). Commandant de la Melpomène (en) et de la station du Portugal (1833), il y lutte contre une épidémie de choléra.
En janvier 1835, il prend le commandement de la Flore et de la station des mers du Sud et porte secours au baleinier Pierre-Louis naufragé aux îles Falkland. Le 19 janvier 1836, il sauve aussi une partie de la population du Callao au Pérou, menacée par la guerre civile ravageant la région mais meurt à bord de son navire en rade du Callao le 5 avril 1836.
Gendre de François-Thomas Le Même, il est le père de Vincent-Alfred Moulac.

## Récompenses et distinctions
- Chevalier de la Légion d'honneur (20 décembre 1810).